# Баспакколь
Баспакко́ль (каз. Баспақкөл) — село у складі Жанакорганського району Кизилординської області Казахстану. Адміністративний центр та єдиний населений пункт Каратобинського сільського округу.
У радянські часи село називалось Каратобе.
Населення — 1611 осіб (2021; 1756 у 2009, 1676 у 1999, 1413 у 1989).